# Pinochius
Pinochius is een geslacht van wantsen uit de familie van de Schizopteridae. Het geslacht werd voor het eerst wetenschappelijk beschreven door Carayon in 1949.

## Soorten
Het genus bevat de volgende soorten:

- Pinochius africanus Carayon, 1949
- Pinochius anterii (Wygodzinsky, 1950)
- Pinochius australiensis Hill, 1985
- Pinochius dunduno (Wygodzinsky, 1950)
- Pinochius imitator (Wygodzinsky, 1950)
- Pinochius josifovi Rédei, 2008
- Pinochius nitidicollis Linnavuori, 1966
- Pinochius similis (Wygodzinsky, 1950)